# Tayfun Block-4
Tayfun Block-4 — турецька гіперзвукова балістична ракета, розроблена компанією Roketsan. Вперше була представлена на 17-й Міжнародній виставці оборонної промисловості IDEF у Стамбулі в липні 2025 року. Ракета є найновішою модифікацією в сімействі балістичних ракет Tayfun і першою гіперзвуковою ракетою турецької розробки.

## Історія розробки
Створення Tayfun Block-4 є результатом багаторічних зусиль Туреччини у розвитку власної оборонної промисловості та ракетобудування. Попередником ракети була балістична ракета Tayfun, перші випробування якої відбулися у жовтні 2022 року, де вона вразила ціль на відстані 561 км. Наступні випробування у червні 2023 та лютому 2025 року підтвердили характеристики ракети, зокрема, під час третього випробування було успішно уражено морську ціль.
Генеральний директор Roketsan Мурат Ікінчі заявив, що перші пуски Tayfun Block-4 заплановані на 2025 рік, а взяття на озброєння Збройних сил Туреччини очікується до кінця того ж року.

## Характеристики
Tayfun Block-4 розроблена для ураження стратегічних цілей, таких як командні центри, системи ППО, військові ангари та об'єкти критичної інфраструктури.
Основні технічні характеристики:
- Тип: Гіперзвукова балістична ракета наземного базування[3].
- Вага: понад 7200 кг[5][3].
- Довжина: близько 10 м[4][3].
- Діаметр: 610 мм[4] (за іншими даними — 938 мм[7]).
- Швидкість: понад 5 Махів (понад 6000 км/год)[7][3].
- Дальність ураження: до 3000 км (за неофіційними даними)[5][6][7]. Офіційно дальність не розголошується, але згадувалося про ураження цілей на відстані «кількасот кілометрів».
- Бойова частина: Багатоцільова[1].
- Система наведення: Комбінована, включає інерціальну навігацію та супутникову корекцію. Ймовірно, також оснащена оптичними або радарними головками самонаведення для кінцевої ділянки польоту[5][6].
- Точність: Кругове імовірне відхилення до 5 метрів[7].

Однією з ключових особливостей ракети є її здатність маневрувати на гіперзвуковій швидкості, що значно ускладнює її перехоплення сучасними системами протиракетної оборони. Система також має високу стійкість до засобів радіоелектронної боротьби, зокрема до глушіння сигналів GPS.

## Порівняння з аналогами
Турецькі та міжнародні ЗМІ порівнюють Tayfun Block-4 з російською гіперзвуковою ракетою «Кинджал». Зазначається, що турецька ракета може перевершувати російський аналог за дальністю ураження (до 3000 км проти заявлених 2000 км у «Кинджала») та точністю. При цьому характеристики «Кинджала», зокрема його гіперзвукові можливості, неодноразово ставилися під сумнів незалежними експертами.